# Моргуличі
Моргу́личі — село в Україні, у Чернігівському районі Чернігівської області. Населення становить 88 осіб. До 2019 орган місцевого самоврядування — Боромиківська сільська рада.

## Історія
12 червня 2020 року, відповідно до розпорядження Кабінету Міністрів України № 730-р «Про визначення адміністративних центрів та затвердження територій територіальних громад Чернігівської області», увійшло до складу Киселівської сільської громади.
19 липня 2020 року, в результаті адміністративно - територіальної реформи та ліквідації Чернігівського району, село увійшло до складу новоутвореного Чернігівського району Чернігівської області.

## Населення

### Мова
Розподіл населення за рідною мовою за даними перепису 2001 року:
| Мова       | Кількість | Відсоток |
| ---------- | --------- | -------- |
| українська | 85        | 96.59%   |
| російська  | 3         | 3.41%    |
| Усього     | 88        | 100%     |

## Галерея

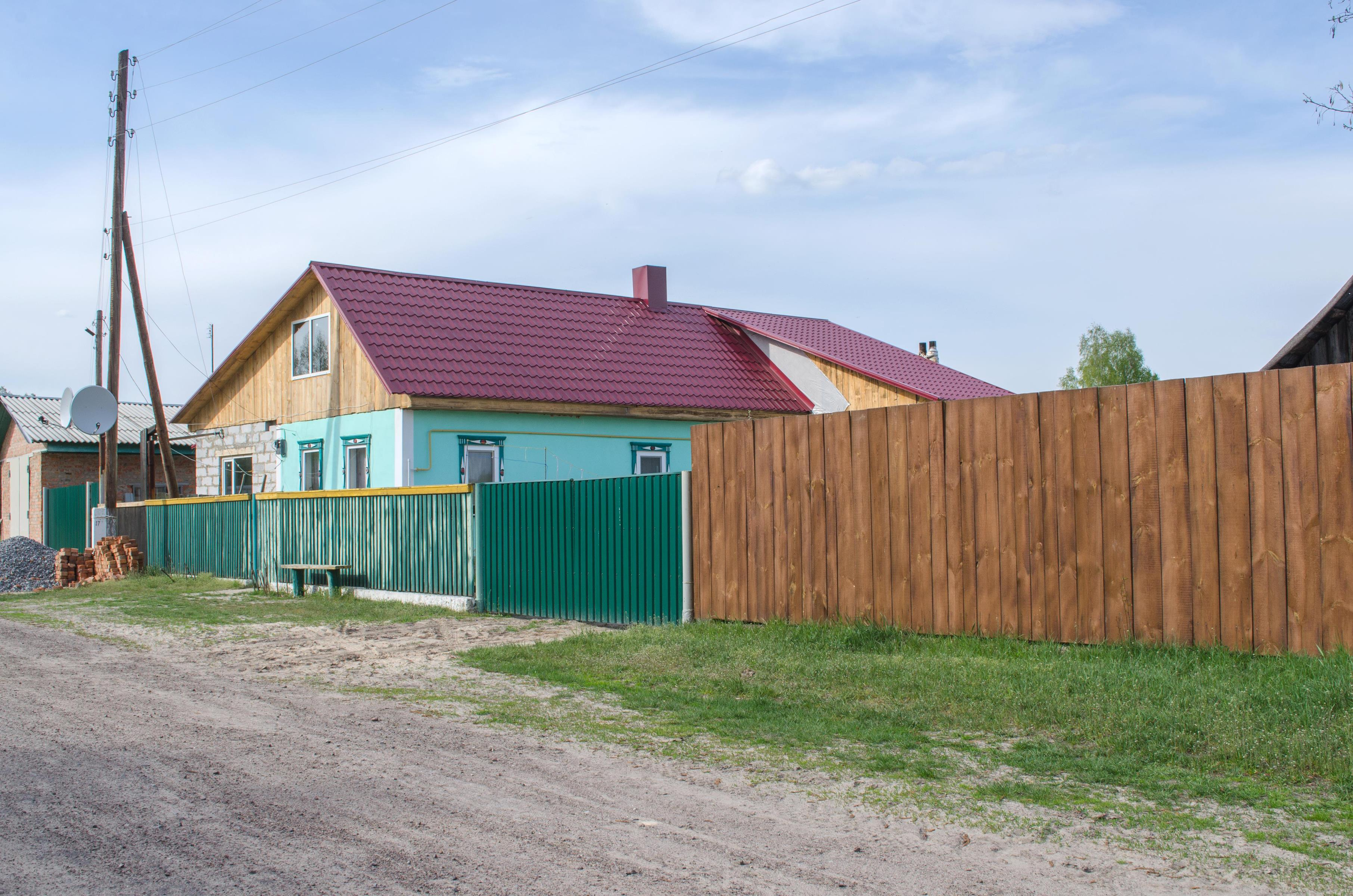
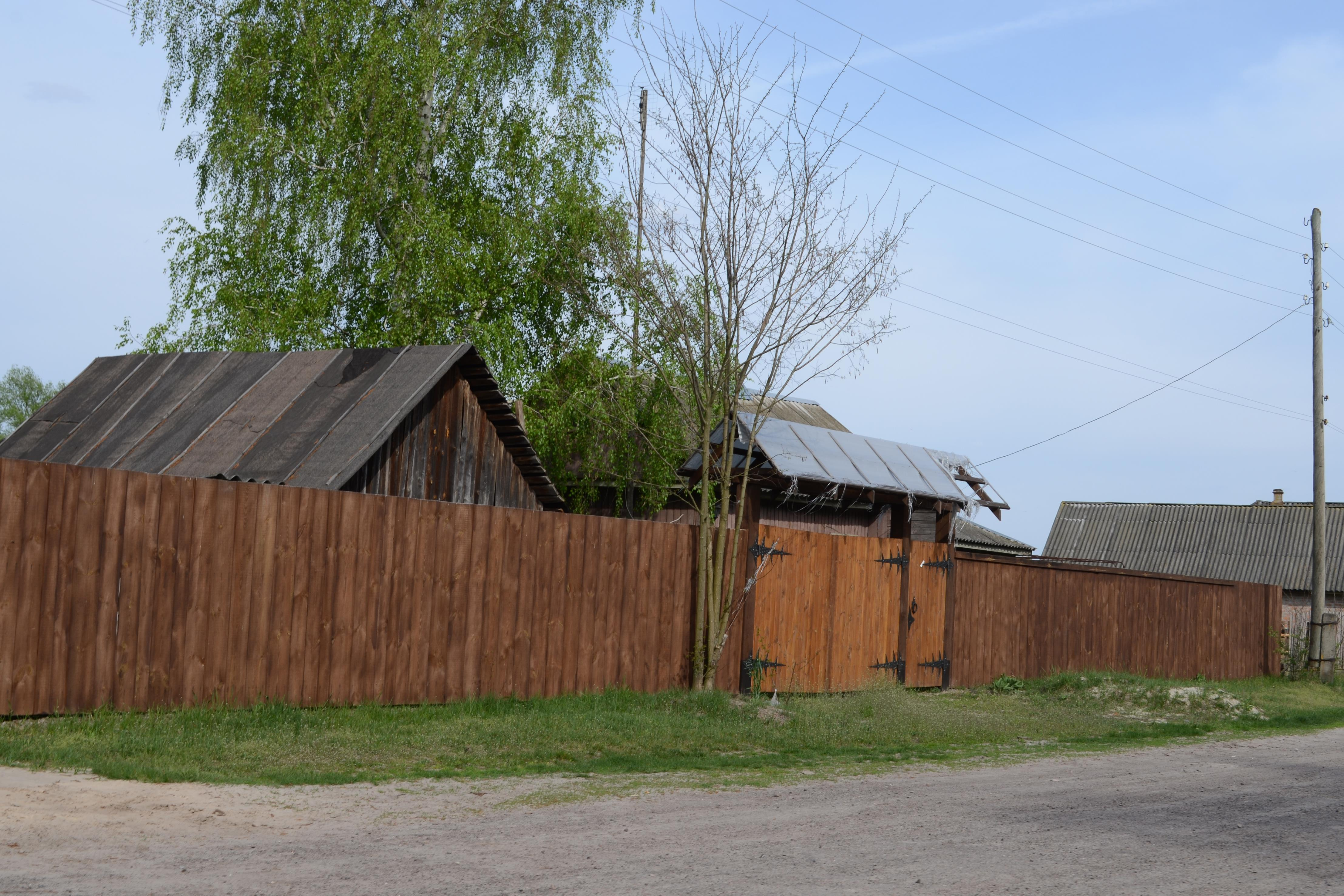
Одна з вулиць
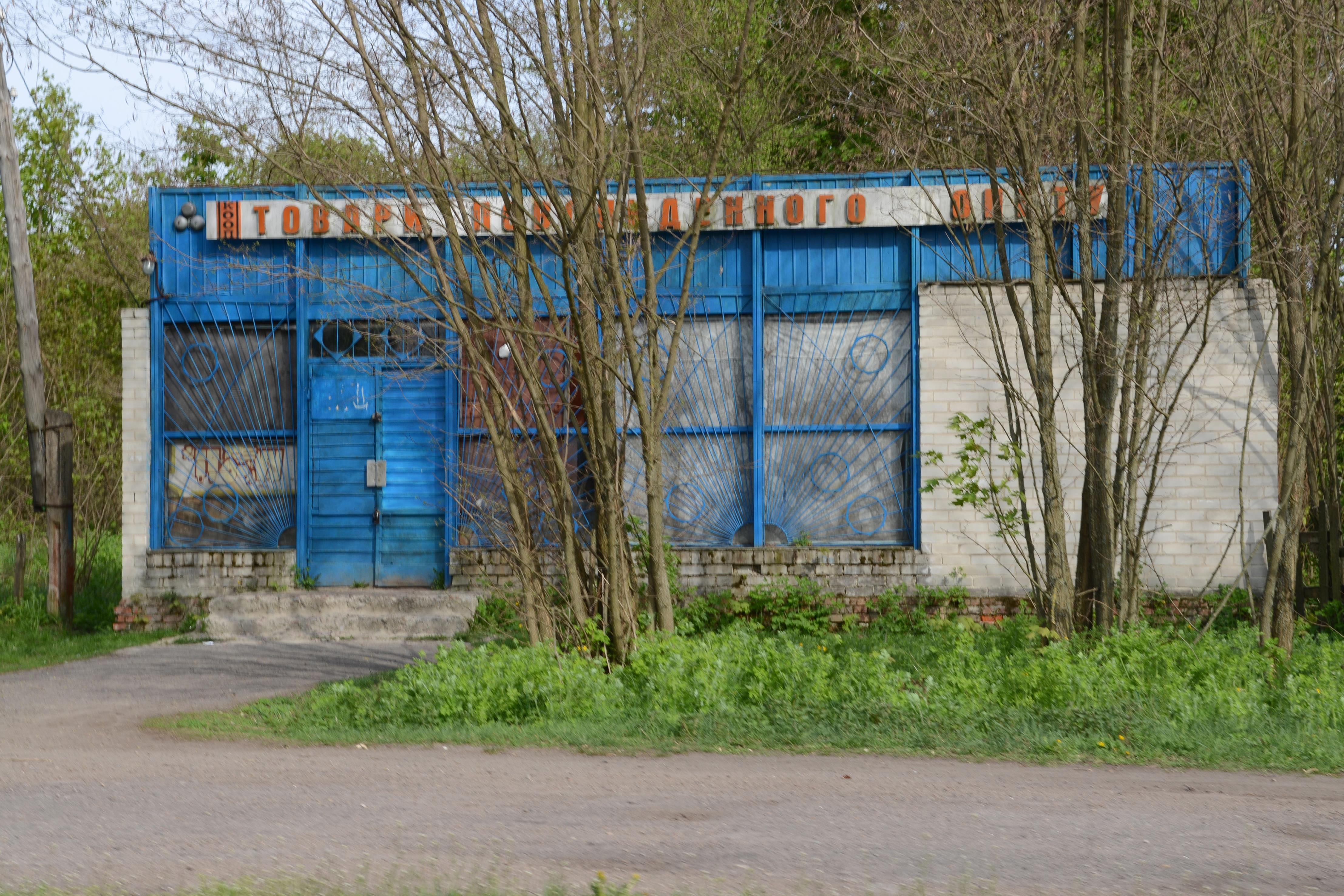
Крамниця